# Edificio Seabra
L'Edificio Seabra (in portoghese Edifício Seabra) è uno storico edificio di Rio de Janeiro in Brasile.

## Storia
L'edificio, progettato dall'architetto italiano Mario Vodret, venne fatto costruire da Gervásio dos Santos Seabra. Fu sua moglie, l'italiana Assunta Grimaldi Seabra, a volere che l'edificio seguisse nello stile i modelli europei e del primo rinascimento. Nel 2011 gli ultimi piani del palazzo, utilizzati dai Seabra come propria residenza privata, vennero venduti dai loro eredi per la cifra di circa 7 milioni di real.

## Descrizione
L'edificio, situato sulla Praia do Flamengo nel quartiere Flamengo di Rio de Janeiro, presenta uno stile neorinascimentale.

## Galleria d'immagini

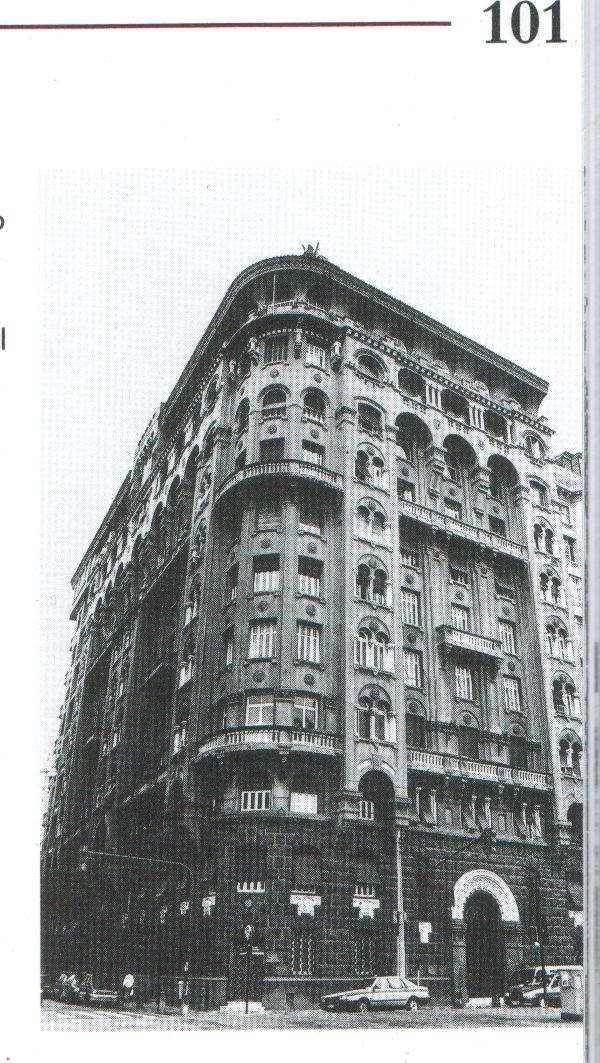
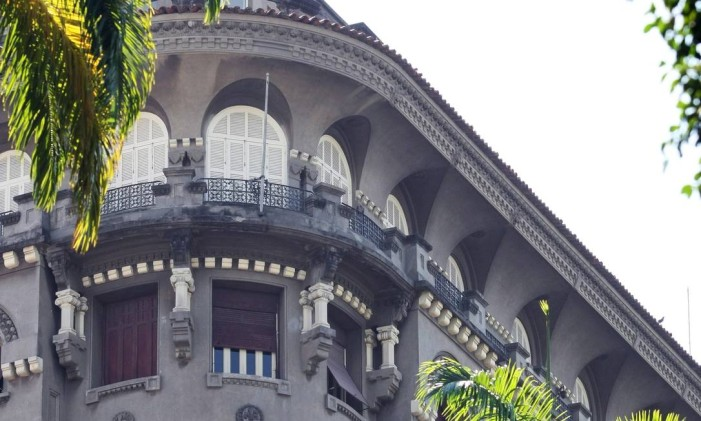
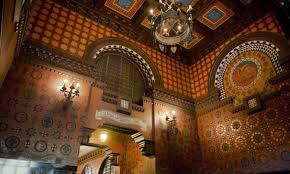